# Vasile Herman
Vasile Herman (født 10 juni 1929 i Satu Mare - død 20 marts 2010 i Cluj-Napoca, Rumænien) var en rumænsk komponist, pianist og lærer.
Herman studerede klaver og komposition på Dima Musikkonservatorium i Cluj hos bl.a. Sigismund Toduta.
Han har skrevet fem symfonier, orkesterværker, kammermusik, sange, korværker og instrumental værker etc.

## Udvalgte værker
- Symfoni nr. 1 (1976) - for orkester
- Symfoni nr. 2 "Erindringer" (1980) - for orkester
- Symfoni nr. 3 "Metamorfoser" (19?) - for orkester
- Symfoni nr. 4 (1984) - for orkester
- Symfoni nr. 5 (1985) - for orkester